# Gran Sertón: Veredas

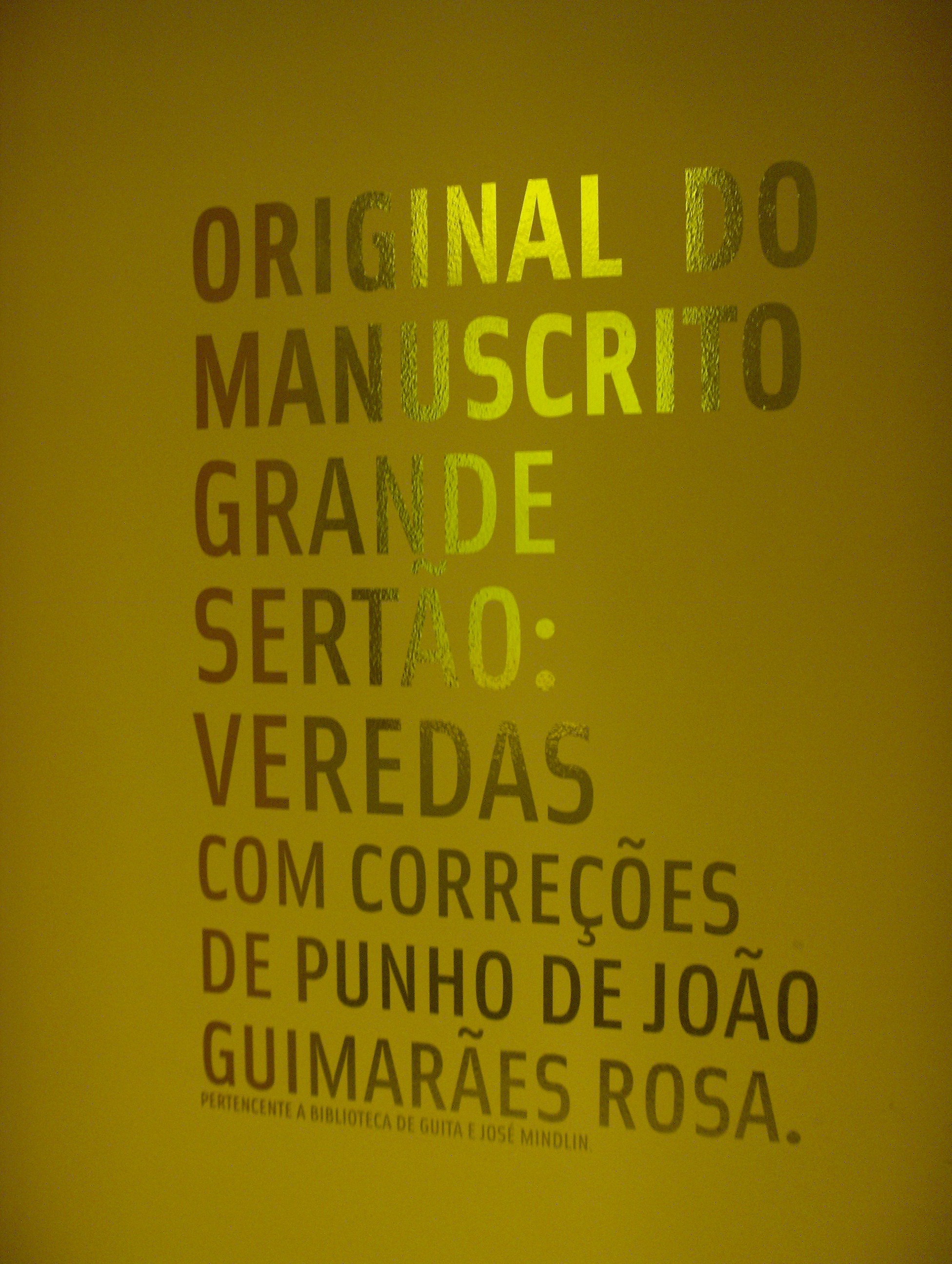
Cartel que informa sobre el manuscrito.

Gran Sertón: Veredas (título original en portugués: Grande Sertão: Veredas) es la obra prima de João Guimarães Rosa. Fue escrito en 1956 y es uno de los más importantes libros de la literatura brasileña. Pensado inicialmente como una de las novelas del libro Corpo de Baile, lanzada ese mismo año, en el que también se publicó la cuarta editión, revisada, del libro de cuentos Sagarana. La novela creció, ganó autonomía y se convirtió en uno de los libros más importantes de la literatura en lengua portuguesa.
Grande sertão: veredas es la expresión máxima de lo que la ensayista Dirce Cortes Riedel tildó de sertão construido en el lenguaje, es decir, el sertão de los Campos Gerais apropiado y recreado por la poesía rosiana. La más extensa de las obras del autor, el libro es narrado a través del personaje Riobaldo, de sus andanzas por el sertão. 
El jagunço Riobaldo cuenta su saga a un oyente letrado, cuya presencia es perceptible apenas por las marcas que deja en el discurso del narrador.
Exégesis del libro:
El proyecto de João Guimarães Rosa en Grande Sertão: Veredas es el de discurrir en elementos universales inmersos en un ambiente regional con su idiosincrasia y, de esta forma, elevar al sertão a la condición de locus hominis: “el sertão es del tamaño del mundo”.

La aridez sertaneja, enfatizada sobre todo en el lenguaje visceralmente regionalista, contrasta con la dimensión universal de la narrativa de Riobaldo. Hombre y mundo, realidad y devaneio, mundano y divino, son aspectos de un mismo conflicto, exhaustivamente contemplado por la literatura universal (casos paradigmáticos son la Ilíada de Homero, la Divina Comedia de Dante, el Quijote de Cervantes y el Fausto de Goethe) y que en la obra de Guimarães Rosa figura bajo la paradoja sertão-grande sertão. “E estou contando não é uma vida de sertanejo, seja se for jagunço, mas a matéria vertente”.

Lengua y estilo
Gran Sertón es uno de los libros más ambiciosos en cuanto a la lengua y al estilo que se han escrito desde el Ulyses de Joyce. Sus abundantes monólogos están escritos en una síntesis lingüística personalísima, que parte, de un lado del dialecto del estado de Minas Gerais y, de otro, de una violenta desfiguración del portugués culto. El resultado es una lengua de extrema fuerza y utilísima expresividad de carácter poético. 
Traducciones
Pese a las peculiaridades de su lenguaje, que hacen la obra prácticamente intraducible, Gran Sertón ha sido traducida a diversos idiomas. La versión castellana, publicada en 1968, es obra del prestigioso poeta Ángel Crespo, traductor, entre otros muchos de Dante, Petrarca y Pessoa, y Director, en aquellos años, de la Revista de Cultura Brasileña, donde había traducido y publicado, por primera vez en castellano, algunos cuentos de Guimarães Rosa. Fue el propio Guimarães el que puso como condición para la publicación de la versión castellana de Gran Sertón (Seix-Barral, 1968), que esta debía ser realizada por Ángel Crespo. Traducción que el propio Guimarães consideraba sobresaliente, llegando a afirmar, hiperbólicamente, que superaba la obra original.
- Datos: Q1891393